# Свято-Миколаївський морський собор
Свято-Миколаївський морський собор (інші назви: Церква Миколи Чудотворця, Миколаївська церква) — знаходиться за адресою вулиця Мостова, 31, район Забалки. Пам'ятка архітектури національного значення, охоронний номер 1624.

### Інтер'єр

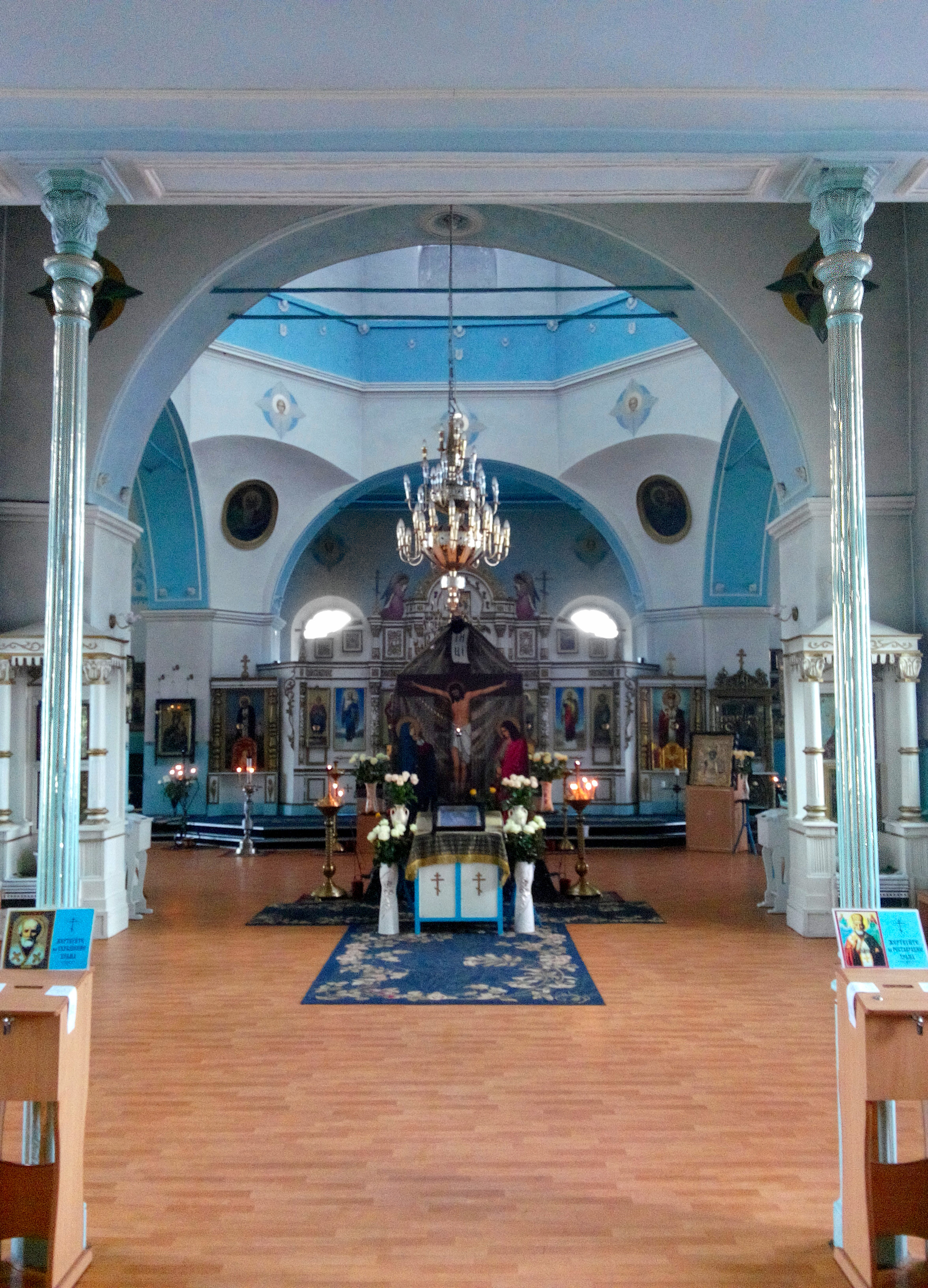
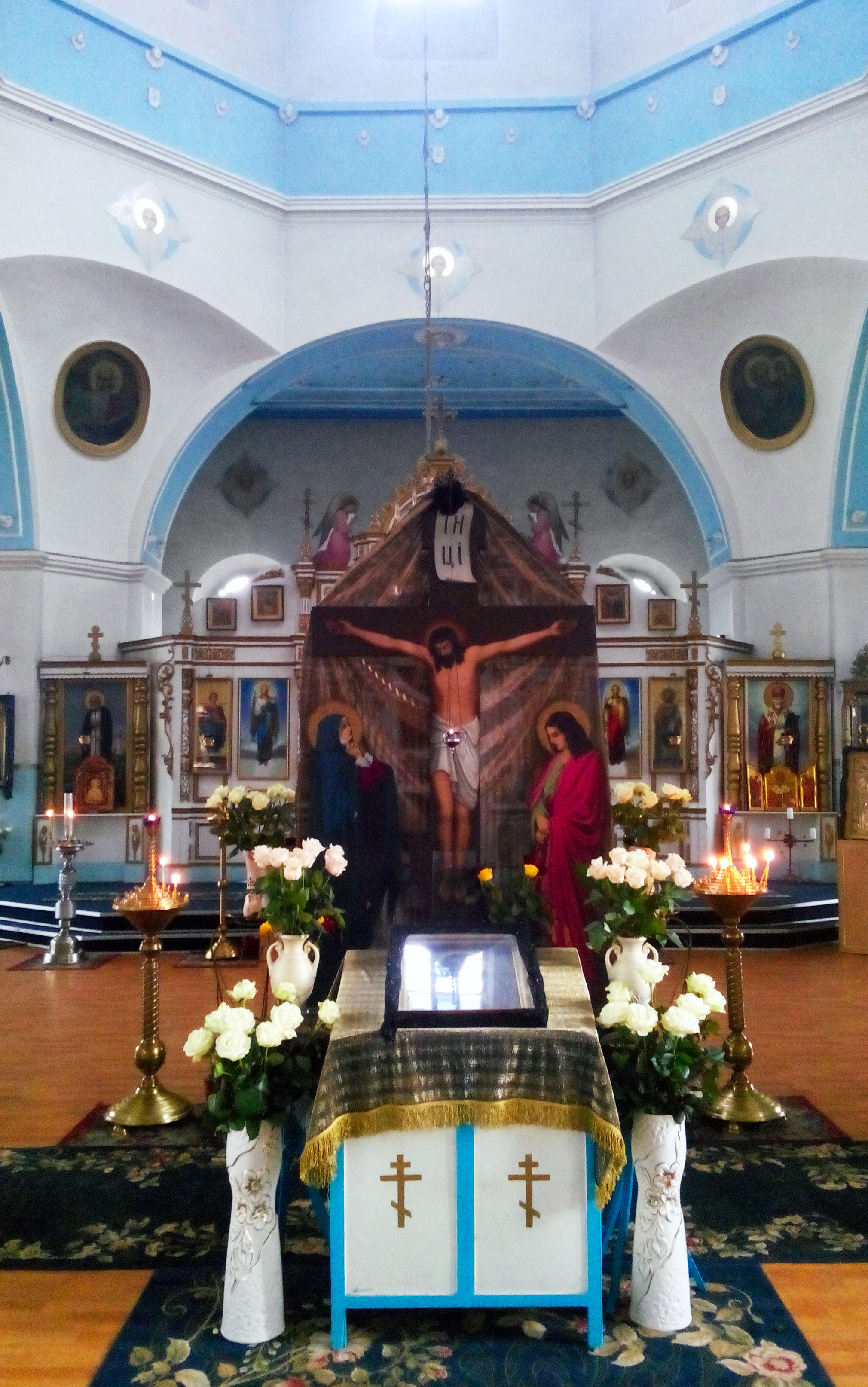
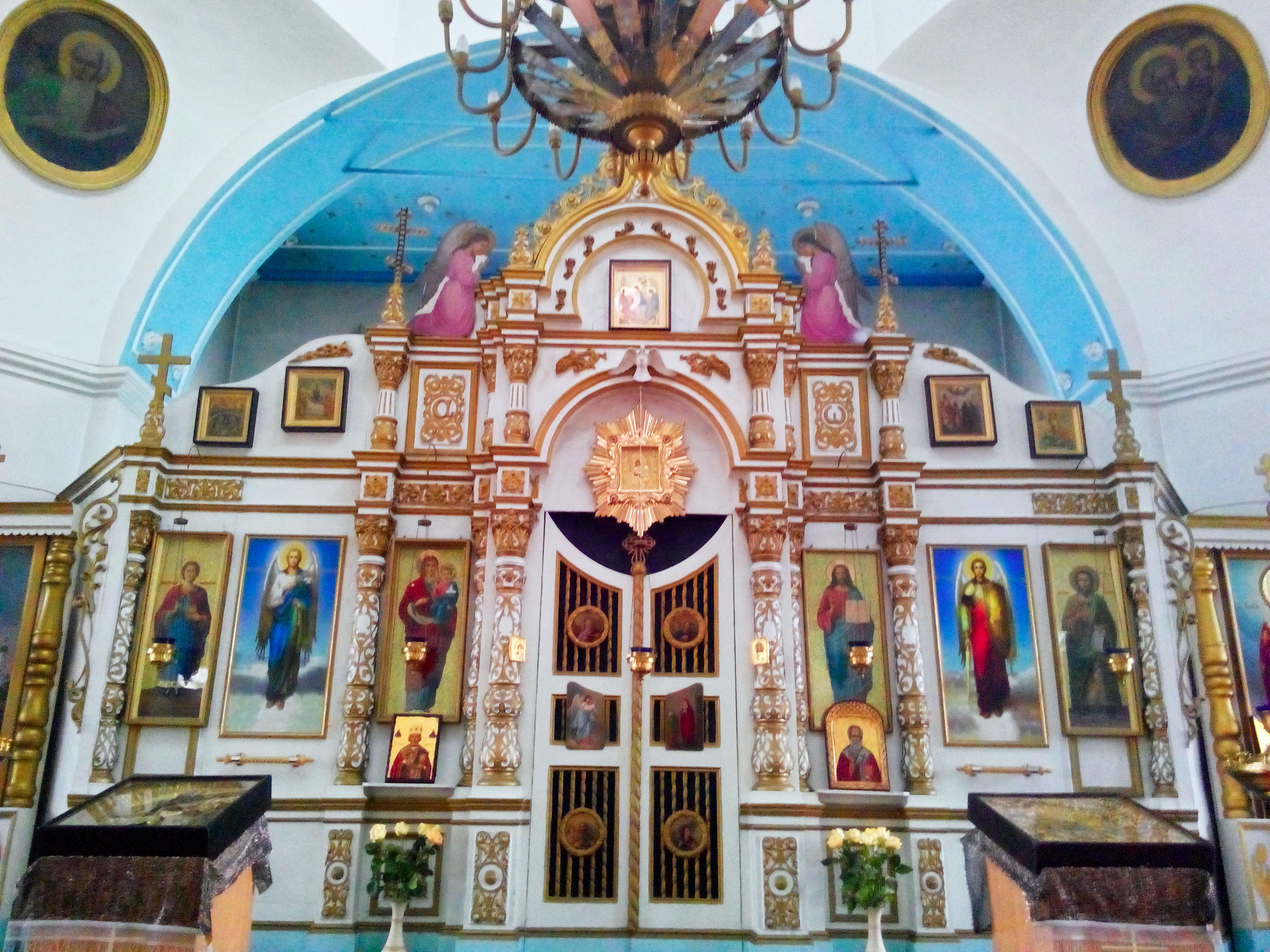

## Заснування

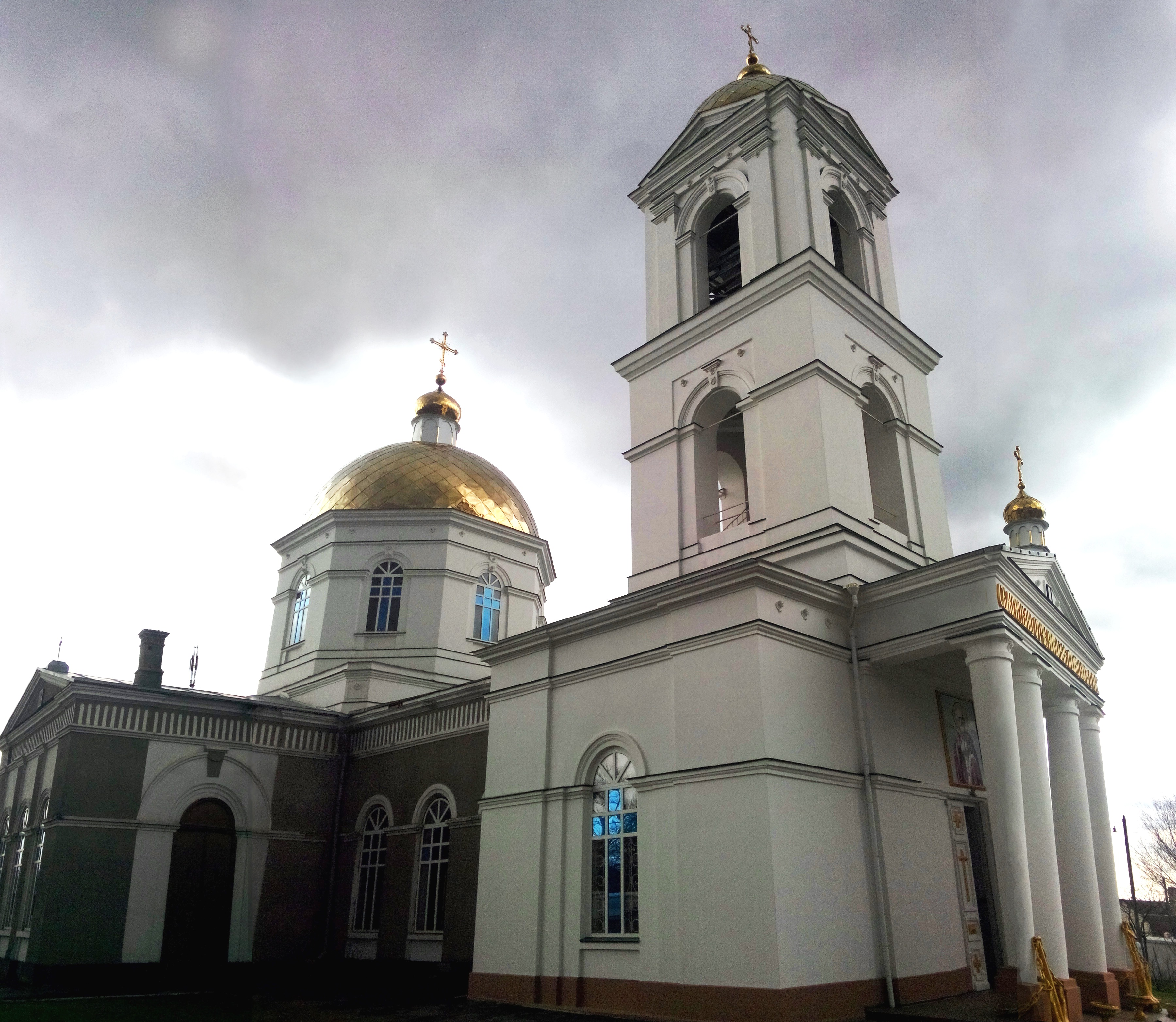

Район Забалки виник у кінці XVIII століття як одне з передмість Херсона, яке розкинулося за глибоким яром (балкою), активно почало забудовуватися лише на початку ХІХ ст. Для потреб віруючих на березі річки Кошовій у військового госпіталю побудували невелику дерев'яну церкву, яку освятили в ім'я Святого Миколая Чудотворця.
У 1819 році церкву вивели з військового відомства та перетворили на звичайну парафіяльну. З часом дерев'яна церква занепала, з 1840 року виникло питання про будівництво великого кам'яного храму. Населення Забалки в основному бідне, коштами на спорудження храму допоміг благодійник — колезький асесор Іаков Андрійович Дорошенко, нащадок гетьманського роду Дорошенко, який надав потрібну суму.
9 травня 1842 року у центрі нової ринкової площі був зведений та освячений новий кам'яний храм в ім'я Святого Миколи Чудотворця. Цього святого особливо шанували визволителі Причорноморського краю. Існує легенда, що святий образ Миколи Чудотворця був подарований старій госпітальній церкві князем Г. О. Потьомкіним, це і стало причиною однойменного освячення храму.
Під час Кримської війни в Миколаївському храмі відспівували севастопольських захисників, померлих у херсонських госпіталях.
До 1904 року церкву розширили двома боковими прибудовами, одна з яких освячена на честь Касперівської ікони Божої Матері, а інша в ім'я Серафима Саровського чудотворця. Будівництво очолив настоятель церкви отець Федір Калинчук, а освятив — преосвященний Дмитро, єпископ Новомиргородський.
До 1917 року при церкві діяла церковно-приходська школа, у ній навчалося у середньому 30 хлопчиків та дівчаток.

Знімають дзвони з Забалківської церкви

Після революції храм Святого Миколая став у Херсоні першим, який виступив з програмою реформ та пристосування до змін у результаті Жовтневої революції соціально-економічним умовам. Від церкви вимагали політичної переорієнтації, визнання нею нового ладу і лояльного відношення до Радянської влади. Але це проіснувало недовго, програма не була здійснена, цьому завадив масовий відхід віруючих від церкви.

У 1922 році з церкви були вилучені всі цінності, у 1929 році зняті дзвони «для індустріалізації країни». Місцеві жителі робили все можливе, для того щоб відновити церкву: збирали пожертви, відновлювали іконостас.
З 1932 по 1942 роки храм не працював, на його території знаходилось зерносховище та ремонтні майстерні. У 1941 році художник Бабенко написав образ Воскресіння і Плащаниці Божої Матері, Розп'яття Господнє.

Під час окупації Херсона німецько-фашистськими загарбниками храм Миколи Чудотворця став місцем, де велася церковно-патріотична робота, вели її священики Тимофій Андрійович Закрицький та Микола Миколайович Ніколайченко.
Після війни священик Закрицький почав організацію Херсонської єпархії і закликав усе духовенство церков області допомогти Радянській Армії. Спільно з Миколою Ніколайченком закликав прихожан на відновлення храму Миколи Чудотворця. Священик Т. А. Закрицький був нагороджений медаллю «За доблесну працю у Великій Вітчизняній війні 1941—1945 р.р.».
При настоятелеві Никонорі Городові та старості церковної общини І. Г. Мандалуце церква поступово відбудовувалась, відновлено реставраційні роботи, а з 1949 року по 1954 рік відновили обидві прибудови. У 1954 році споруджена кам'яна огорожа до 2-х метрів заввишки.
Восени 1969 року ураганним вітром була пошкоджена на храмі і дзвіниці покрівля, яку відразу ж полагодили. У 1994 році купол дзвіниці відновлено у її первісному вигляді.
У 2007 році Свято-Миколаївська церква повернула собі статус морського храму. Зараз це діючий собор, у якому проводяться богослужіння. При храмі діє три недільні школи: молодша (від 2 до 7 років), середня (від 7 до 14) та доросла (від 14). Поруч із храмом — навігаційний орієнтир, який у морі вказує суднам вірний шлях.

## Архітектура
Кам'яний храм побудований у стилі класицизму. Хрестовий план утворений квадратними у плані бічними гілками (південною та північною), подовжених пропорцій західним об'ємом і укороченою прямокутною у плані апсидою на сході. Над середохрестям поміщений масивний за пропорціями купол на світловому восьмиграннику, із західного боку — триярусна дзвіниця. Західний і східний фасади акцентовані портиками із спареними колонами тосканського ордера, завершеними трикутними фронтонами.
Декорація фасадів: поле стін розчленоване пілястрами, підкреслено тягою, завершено антаблементом з високим канельованим фризом. Вікна, дверні отвори та арки двозвонних ярусів дзвіниці мають напівциркулярні контури, декоровані архівольтами, що спираються на профільовану тягу.
В інтер'єрі, завдяки м'якому переходу за допомогою вітрил від потужних опор до барабана купола, великої кількості вікон, створюється залитий світлом єдиний внутрішній простір. Чистота малюнка усіх елементів пам'ятника, пропорціональність його розчленовувань свідчать про дотримання найкращих традицій російського класицизму і високу майстерність архітектора.

### Зовнішній вигляд

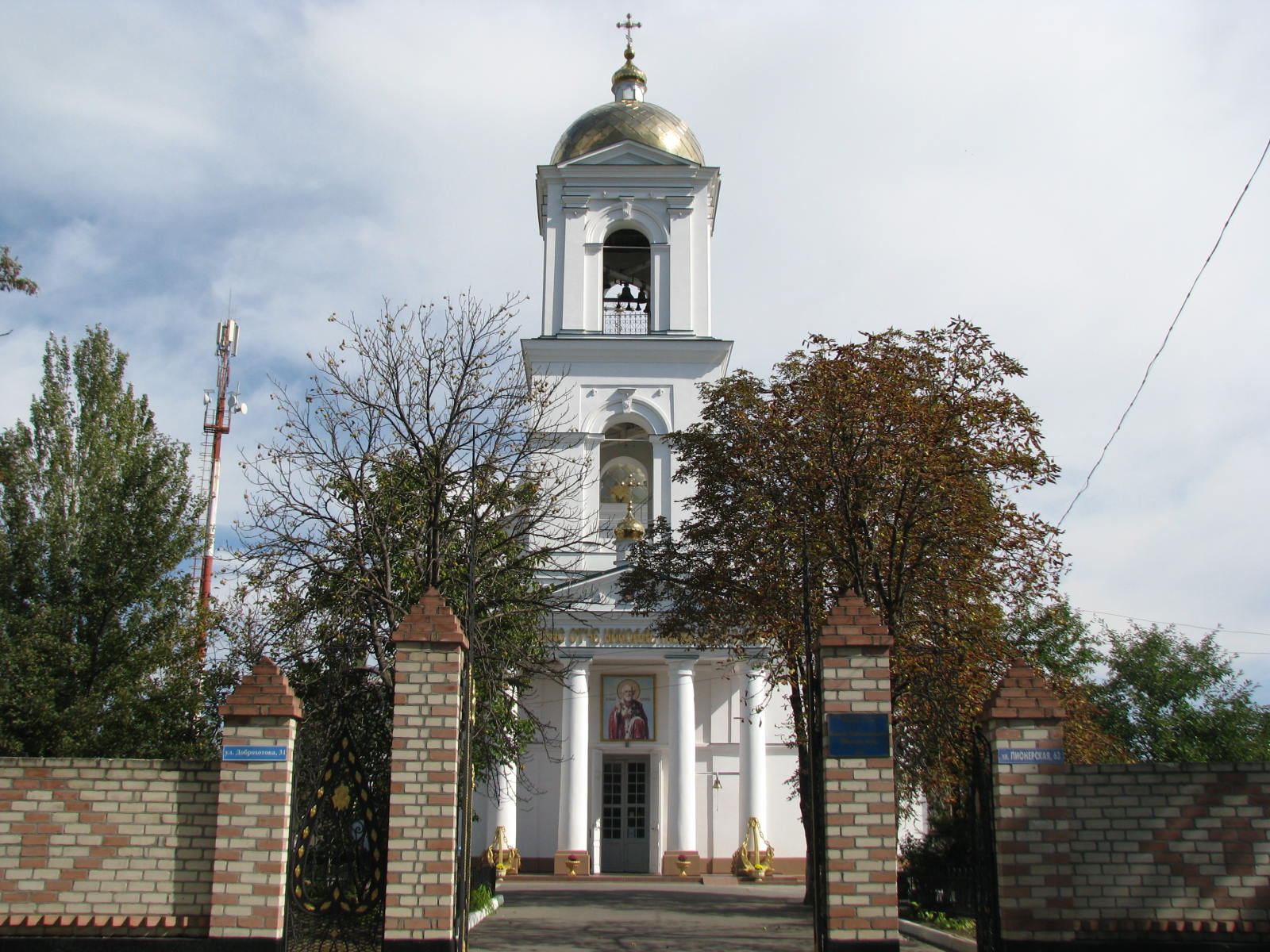
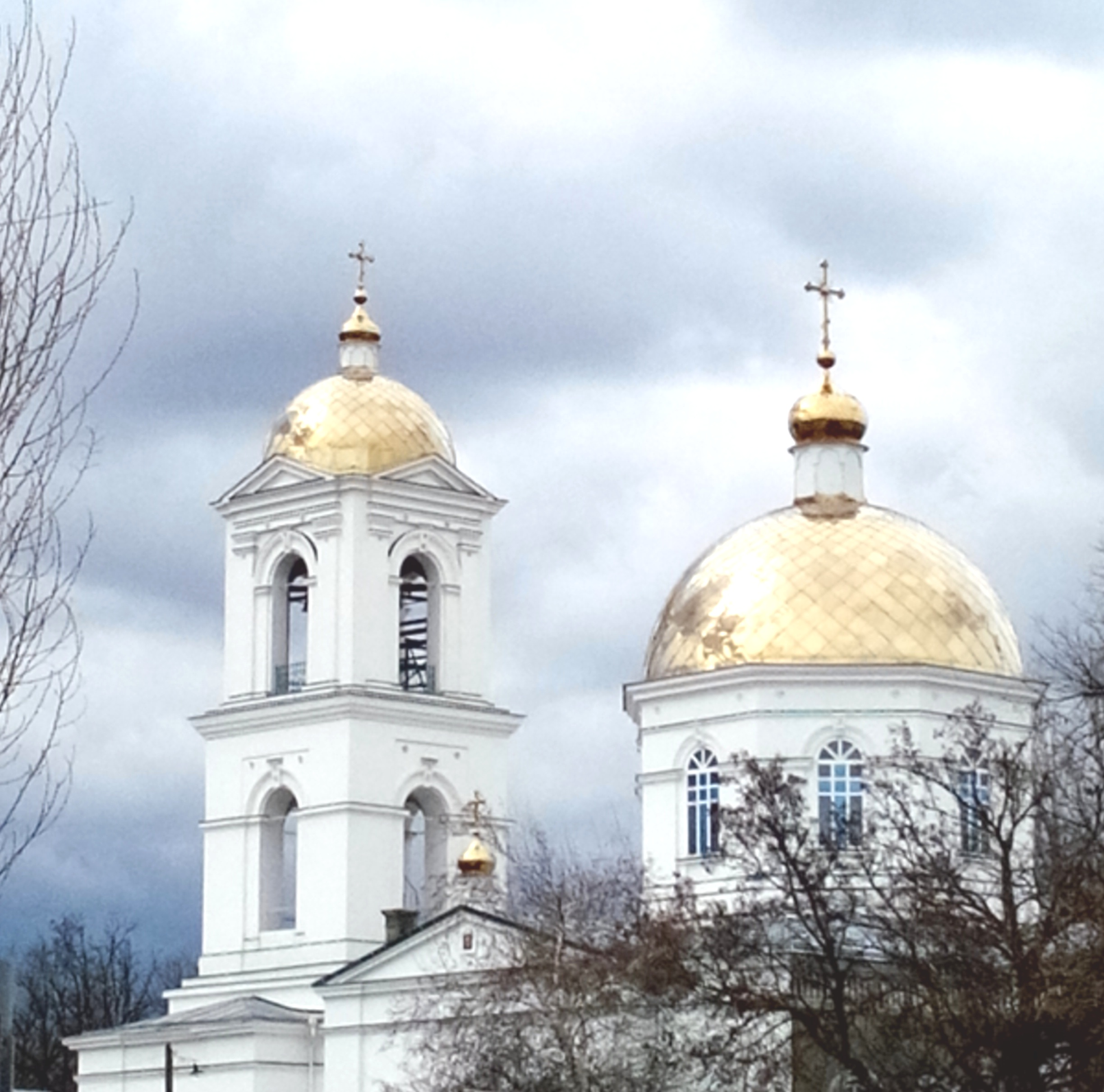
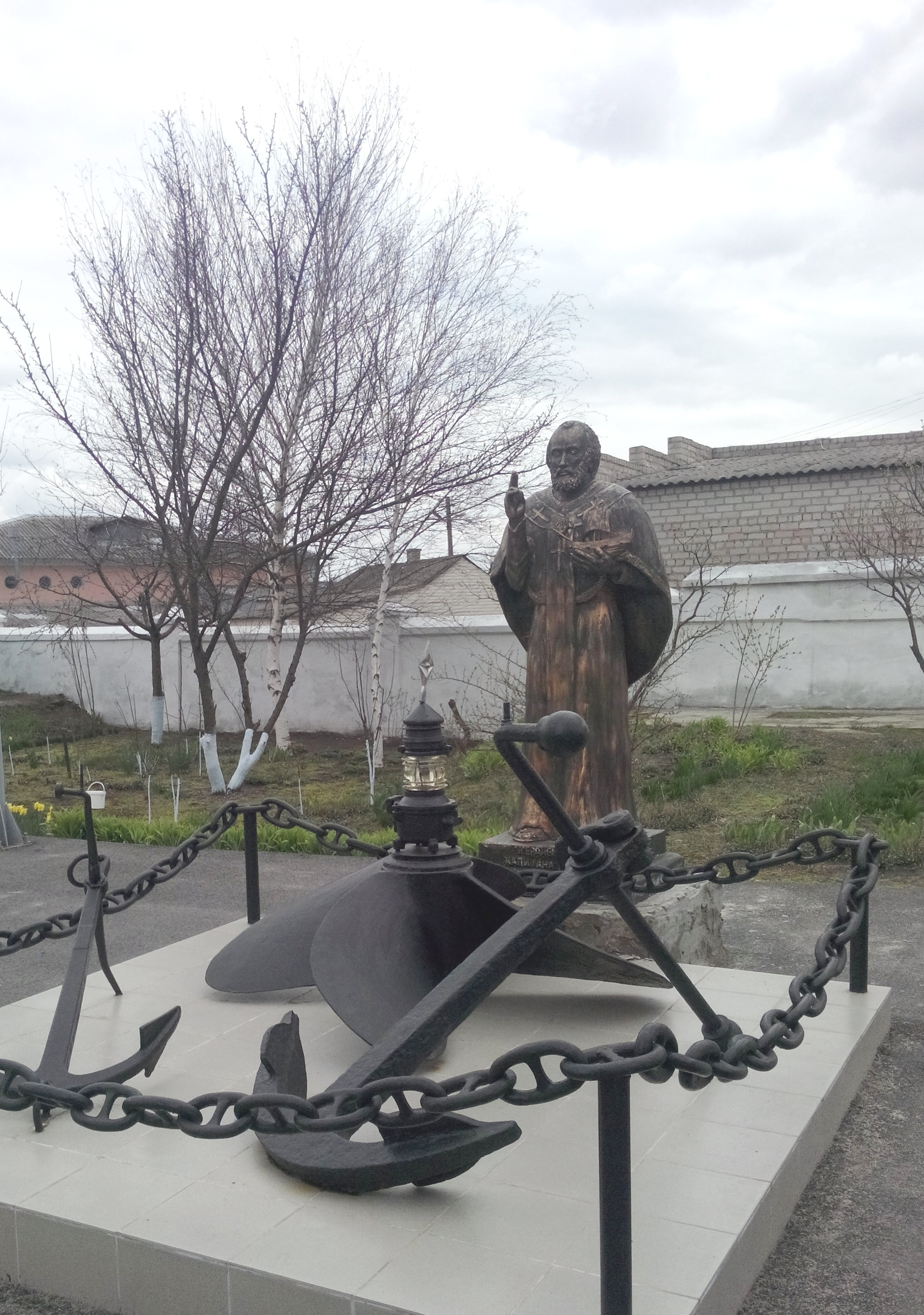